# Rozhledna a knihovna v Puise
Rozhledna a knihovna v Puise, estonsky Puise külaraamatukogu-vaatetorn či Puise vaatlusplatvorm, je netradiční barevná dřevěná stavba spojující v sobě vesnickou knihovnu a rozhlednu/vyhlídku. Nachází se u přístavu Puise (Puise sadam) ve vesnici Puise, v obci Puise küla na poloostrově Puise na pobřeží Muhuského průlivu Baltského moře v národním parku Matsalu (Matsalu rahvuspark) v kraji Läänemaa v Estonsku.

## Další informace
Na rovné střeše stavby je postavena jednoduchá nezastřešená plošina (rozhledna/vyhlídka) se zábradlím s přístupem po vnějším schodišti. Stavba, která slouží i jako pozorovatelna ptáků, byla postavena v roce 2021. Pozorování ptáků zde probíhá také organizovaným způsobem a co do počtu spatřených druhů ptáků patří mezi nejvýznamnější v Estonsku. U stavby se nachází informační tabule, autobusová zastávka a vede sem také turistická stezka. V blízkosti se také nachází bronzový a kamenný památník Velkého útěku 1944.

## Galerie

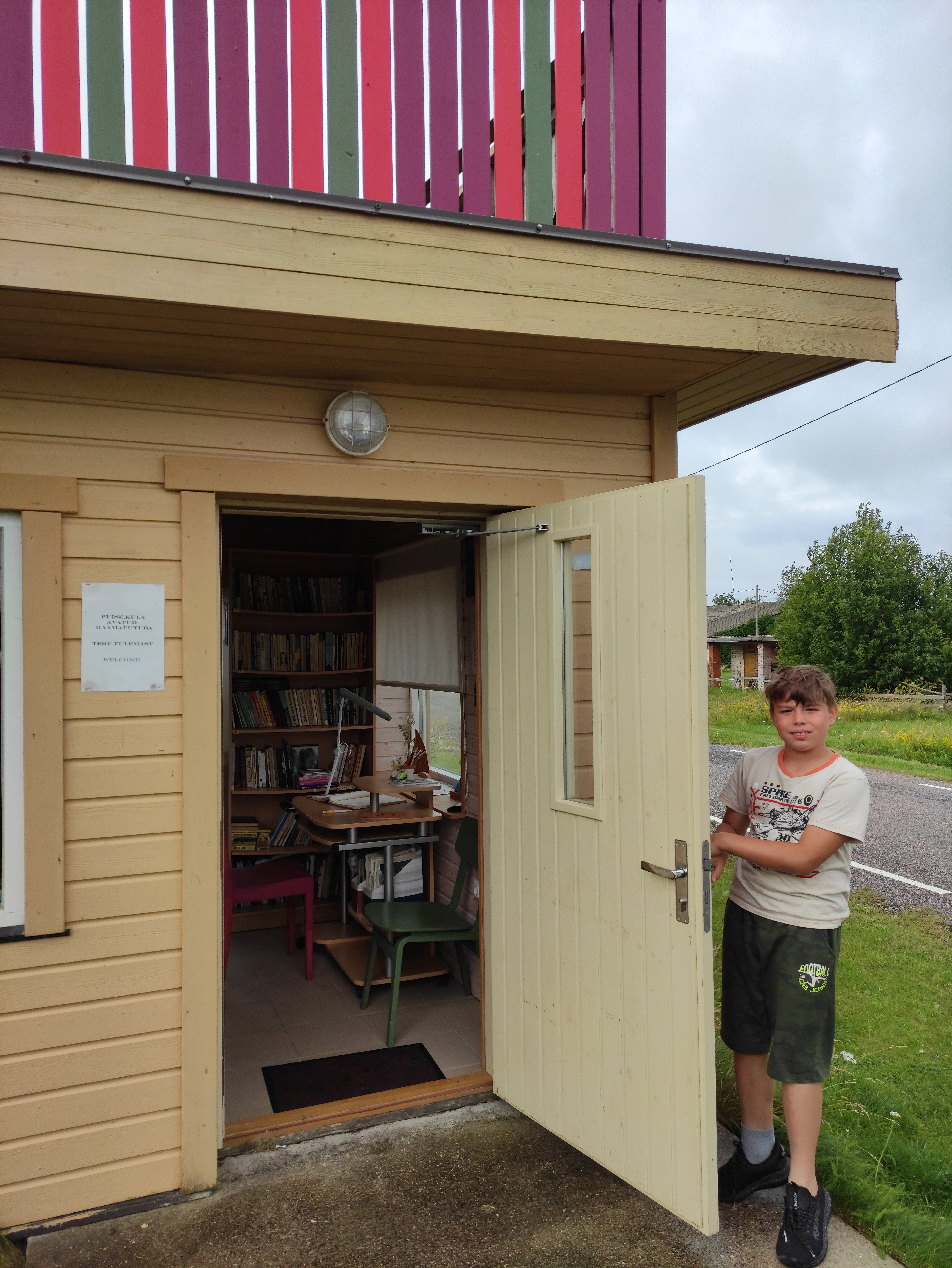
Vchod do budovy
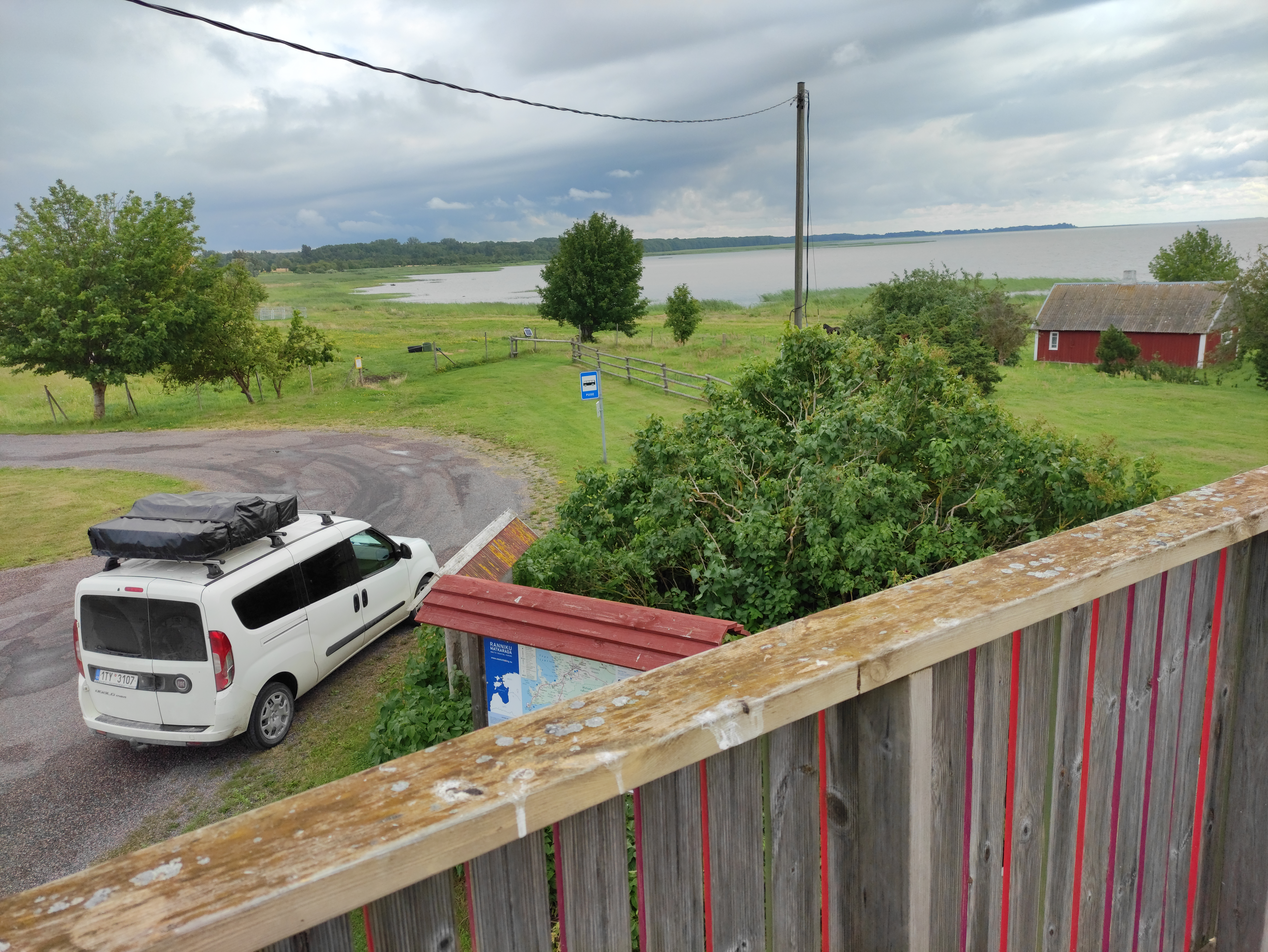
Vyhlídka

## Další informace
Rozhledna i knihovna jsou celoročně volně přístupné.